# Grace Julian Clarke
Pour les articles homonymes, voir Clarke.
Grace Julian Clarke (11 septembre 1865 – 18 juin 1938) est une militante pour le droit de vote des femmes, journaliste et autrice américaine originaire de l'Indiana. Fille de George Washington Julian et petite-fille de Joshua Reed Giddings, deux abolitionnistes et membres du Congrès des États-Unis, elle est plongée très jeune dans les questions des réformes sociales. Elle est considérée comme la personne ayant fait renaître le mouvement pour le droit de vote des femmes dans l'Indiana, le liant à la campagne nationale au début du XXe siècle. Elle est surtout connue pour avoir créé et dirigé l'Indiana State Federation of Women's Club, le Conseil législatif, et l'Indiana Women's Franchise League (une filiale de la National American Woman Suffrage Association et prédécesseur de la Ligue des Femmes Électrices de l'Indiana). Clarke est l'autrice de trois livres sur la vie de son père, et est chroniqueuse pour le Indianapolis Star de 1911 à 1929.

## Enfance et éducation
Grace Giddings Julian est née le 11 septembre 1865, à Centerville, dans le Comté de Wayne. Elle est l'aînée de deux enfants, et la seule fille de George Washington Julian et de sa seconde épouse, Laura Giddings Julian. Grace Julian a également trois demi-frères plus âgés. Son père, dont la famille est venue à Irvington, dans l'Indiana, depuis la Caroline du Nord, était un abolitionniste, un membre du Congrès américain, et un réformateur social qui a introduit le premier amendement sur le suffrage fédéral dans la Constitution des États-Unis en 1868. Grace conserve des liens étroits avec son père jusqu'à la mort de celui-ci en 1899. Sa mère était la fille de Josué Reed Giddings, abolitionniste et membre du Congrès américain pour l'Ohio.
Julian grandit à Washington, DC, où son père sert comme membre de la Chambre des Représentants jusqu'en 1871. La famille déménage alors à Irvington, une banlieue à l'est d'Indianapolis, en 1873. Julian résidera à Irvington toute sa vie. Elle étudie à la Mount Zion School et à l'école préparatoire de l'Université Butler, situé à l'époque à Irvington. Elle continue alors ses études à l'Université Butler et obtient un diplôme de premier cycle en 1884 et une maîtrise en 1885. Elle est membre d'une congrégation unitarienne à Indianapolis,.

## Carrière

### Défenseure du droit de vote des femmes
Julian est une avocate pour le mouvement du droit de vote des femmes, et est active dans plusieurs organisations féminines de l'Indiana. Elle est impliquée dans la fondation et la direction du Indiana State Federation of Women's Club, du Women's Franchise League et du Conseil Législatif. En 1892, Clarke forme le Irvington Women's Club, un groupe littéraire, et sert en tant que présidente. Elle est également présidente de l'Indianapolis Woman's Club et du Catharine Merrill Club et est membre de la Society of Indiana Pioneers et du Women's Press Club of Indiana.
Clarke est particulièrement active dans la relance de mouvement des suffragettes dans l'Indiana, en obtenant un soutien accru de l'État pour les clubs féminins. En 1909, elle organise le Septième District de l'Indiana Federation of Woman's Clubs, et le préside jusqu'en 1911. Elle est une directrice de presse nationale et présidente de la Fédération Générale des Clubs de Femmes de 1912 à 1916. L'une de ses contributions majeures dans le mouvement des femmes a lieu en 1909, quand elle contribue à former une Commission Scolaire féminine qui fait élire la première femme au conseil scolaire d'Indianapolis. Renommé Ligue scolaire féminine, Clarke est élue présidente et poursuit les efforts pour obtenir le droit de vote aux femmes d'Indianapolis. L'organisation, qui a soixante branches et 3 000 membres dans l'Indiana, devient la Women's Franchise League en 1911. Elle dirige le mouvement pour le suffrage féminin au sein de l'État. Le groupe de l'Indiana devient une filiale de la National American Woman Suffrage Association,.
Clarke dirige la Women's Franchise League et devient la première présidente du Conseil Législatif de l'Indiana, une organisation de lobbying qu'elle a contribué à fonder,. Bien que l'Assemblée générale de l'Indiana ait refusé la législation pour le droit de vote des femmes en 1915, malgré les pressions de la Ligue, c'est en partie une victoire car le débat a permis à plusieurs groupes de se rassembler pour travailler dans un but commun. Le 20 janvier 1920, l'Indiana devient le vingtième État à ratifier l'amendement national pour le suffrage féminin (aujourd'hui le dix-neuvième amendement de la Constitution des États-Unis). En mai, quatre mois après la ratification, les membres de la Women's Franchise League acceptent de dissoudre l'organisation et fondent la Ligue des Femmes électrices de l'Indiana. Clarke poursuit son engagement auprès de la Ligue, mais se rapproche également des militants du mouvement pour la paix.
Dans ses dernières années, Clarke est une militante de la paix et s'intéresse aux affaires internationales. Elle est membre du comité national de la League to Enforce Peace et de l'American Peace Society. En 1920 Clarke préside le comité des Pro-League Independents. Elle donne des conférences pour soutenir de la Société des Nations ce qui lui vaut des critiques de son public, la Société étant très impopulaire.
Les centres d'intérêts  de Clarke incluent aussi la participation à des conseils locaux et nationaux. En 1916, Woodrow Wilson nomme Clarke, une personnalité politique progressiste, comme chef de la division féminine du Bureau Fédéral de l'Emploi à Indianapolis. En 1931, elle est nommée à la Commission de planification de la ville d'Indianapolis.

### Autrice
En plus de son intérêt pour les questions civiques et politiques, Clarke est autrice et journaliste. De 1911 à 1929, elle contribue à une colonne hebdomadaire et un résumé des activités des clubs féminins pour l'Indianapolis Star, et édite les pages féminines pendant un an. Clarke écrit aussi des articles pour l'Indiana Magazine of History.
Clarke recueille et publie un livre de discours de son père, un ouvrage sur ses propres souvenirs de lui, et écrit George W. Julian (1923), une biographie de son père qui est devenu le premier volume de la série biographique de la Commission Historique de l'Indiana,.

## Mariage et famille
Grace Julian épouse l'avocat Charles B. Clarke, le 11 septembre 1887. Clarke, Démocrate, est un ancien arpenteur adjoint du député du Territoite du Nouveau-Mexique. Il sert au Sénat de l'Indiana entre 1913 et 1915. Le couple n'a pas d'enfants.

## Mort et héritage
Clark meurt dans sa maison d'Irvington le 18 juin 1938, d'une pneumonie. Ses restes sont enterrés au Crown Hill Cemetery à Indianapolis,.

## Ouvrages

### Livres
- (en) Later Speeches on Political Questions : With Select Controversial Papers, Indianapolis, Carlon et Hollenbeck, 1889
- (en) George W. Julian : Some Impressions, Indianapolis, C. E. Hollenbeck Press, 1902
- (en) George W. Julian, Indianapolis, Indiana Historical Commission, 1923

### Sélection d'articles
- (en) « Andrew Hoover Comes to Indiana », Indiana Magazine of History, no XXV,‎ décembre 1928, p.223-241
- (en) « A Letter of Dr. Gamaliel Bailey to Joshua R. Griddings », Indiana Magazine of History, no XXV,‎ mars 1930, p. 43-46
- (en) « A Letter of Daniel Worth to George W. Julian and Other Documents », Indiana Magazine of History, no XXVI,‎ juin 1930, p.152-157
- (en) « The Burnt District », Indiana Magazine of History, no XXVII,‎ juin 1931, p.119-124
- (en) « Isaac Hoover Julian », Indiana Magazine of History, no XXVIII,‎ mars 1932, p.9-20
- (en) « Home Letters of George W. Julian, 1850-1851: Forward », Indiana Magazine of History, no XXIX,‎ juin 1933, p.130-163